# Augustin Očenášek

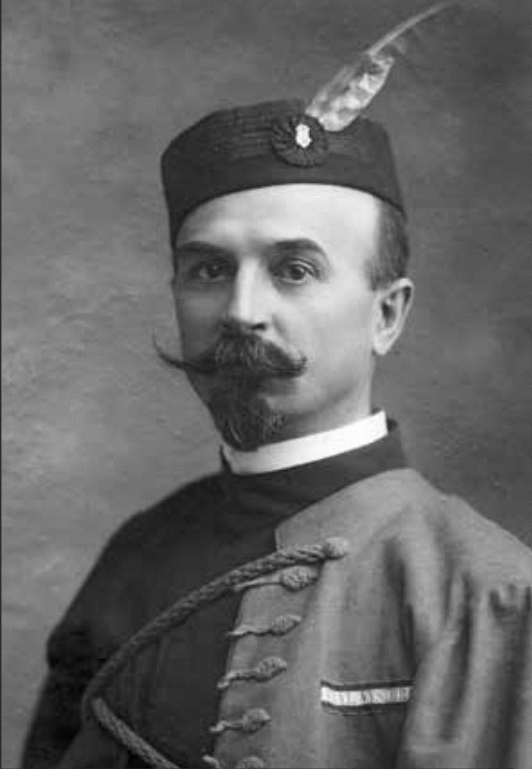
Mladší bratr Augustina Očenáška – Ludvík Očenášek v sokolském stejnokroji

Augustin Očenášek (15. ledna 1871 Kříše u Rokycan – 24. září 1942 Praha) byl český tělovýchovný a sokolský pracovník. Na ministerstvu zdravotnictví a tělesné výchovy působil jako inspektor tělesné výchovy. Byl starším bratrem českého podnikatele, konstruktéra a vynálezce Ludvíka Očenáška. Zabýval se publikační, redakční a překladatelskou činností v tělocvičné oblasti a v oblasti práce s mládeží (český woodcraft, skauting). Je označován také za zakladatele sokolské rytmiky (ve svém pojetí vycházel Očenášek z tělocvičného systému Émile Jaques-Dalcroze).

## Život

### Rodinné poměry, studia
Augustin Očenášek se narodil 15. ledna 1871 v Kříších (dnes součást obce Břasy u Radnic) číslo popisné 63 na Rokycansku v Plzeňském kraji v rodině chudého horníka Vojtěcha Otčenáška. Jeho matkou byla Marie Otčenášková (rozená Pelcová). Rodina jeho matky byla spřízněna s rodem českého filologa, lexikografa, spisovatele a překladatele Josefa Jungmana a celkově byla velmi vlastenecky zaměřená. Z Kříše se rodina v roce 1878 přestěhovala do Berku u Dolní Bělé. Tady totiž získal Otčenáškův otec práci jako mistr (správce, dílovedoucí) v dole na tzv. vitriolovou břidlici. Kolem roku 1879 (resp. 1880) se rodina přestěhovala na samotu do Malenice číslo 32 v údolí pod Dražní (k níž Malenice patřila), kde Očenáškův otec zastával místo štajgra v nově otevřeném dole na železitý kyz.
Spolu se svými sourozenci, začal Augustin Očenášek navštěvovat hodinu pěší chůze vzdálenou školu v Dolní Bělé. Po smrti Očenáškova otce Vojtěcha Otčenáška se v roce 1888 přestěhovala rodina do Prahy.
Po složení maturitní zkoušky pracoval Augustin Očenášek na ředitelství pošt. Po roce 1918 byl zaměstnán na ministerstvu zdravotnictví a tělesné výchovy. V roce 1935 přešel do vinohradského Sokola.

### Aktivity v sokolské organizaci
Augustin Očenášek začínal na jaře roku 1890 jako člen Sokolské organizace v Záluží u Mostu. Na podzim 1892 přestoupil ze Sokola Smíchov do Sokola Žižkov. Postupně se stal cvičitelem a byl i autorem cvičebních soustav pro ženy, při nich spolupracoval s klavíristou a hudebním skladatelem Karlem Pospíšilem. (Mimo organizační práci pro Sokol také vydával knížky o tom, jak se má správně cvičit apod.) V průběhu let se vypracoval na pozici jednoho z čelných představitelů českého Sokola:
- V letech 1896 až 1900 vykonával funkci náčelníka sokola Žižkov;[11]
- mezi léty 1897 až 1900 byl náčelníkem v župě Středočeské II. okrsku (Žižkov, Záběhlice, Hostivař, Uhříněves, Nedvězí, Říčany, Mnichovice) a současně místonáčelníkem župy;[11]
- v letech 1910 až 1913 zastával funkci župního náčelníka;[11]
- tutéž funkci (župního náčelníka) pak vykonával ještě mezi roky 1919 až 1928.[11]

V prvním funkčním období (1910 až 1913) spoluorganizoval Očenášek župní slet na Královských Vinohradech; župní závody 1911; VI. slet všesokolský 1912 se samostatným vystoupením župy, který se konal v neděli před VI. sletem.
Ve druhém funkčním období (1919 až 1928) se podílel na organizačním zajištění župního sletu 1924 na vrchu Žižkově, na oslavě 500. výročí smrti Jana Žižky (1924). Sem též spadá organizace VII. sletu v roce 1920 a také VIII. sletu (1926). Během jeho působení se uskutečnily i dva sokolské zájezdy na Slovensko (v roce 1921 a v roce 1928).

Všesokolské slety, které pomáhal organizovat
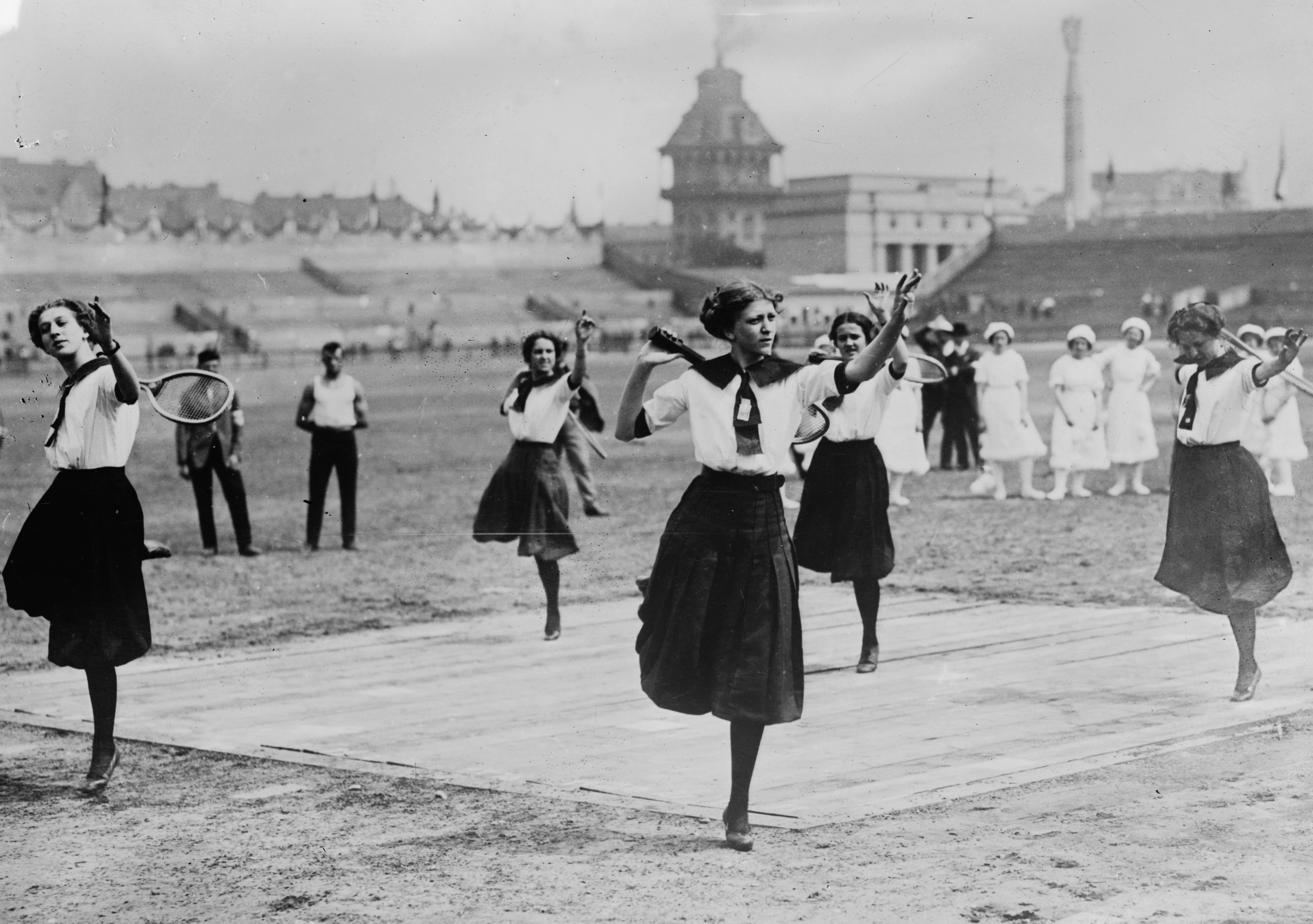
Skladba žen s kroužky na VI. všesokolském sletu v Praze v roce 1912
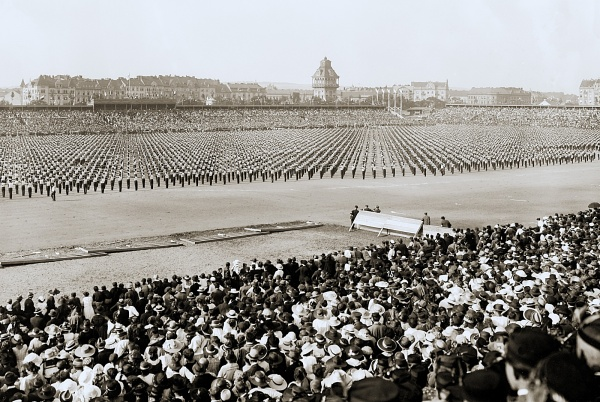
VII. všesokolský slet v Praze v roce 1920
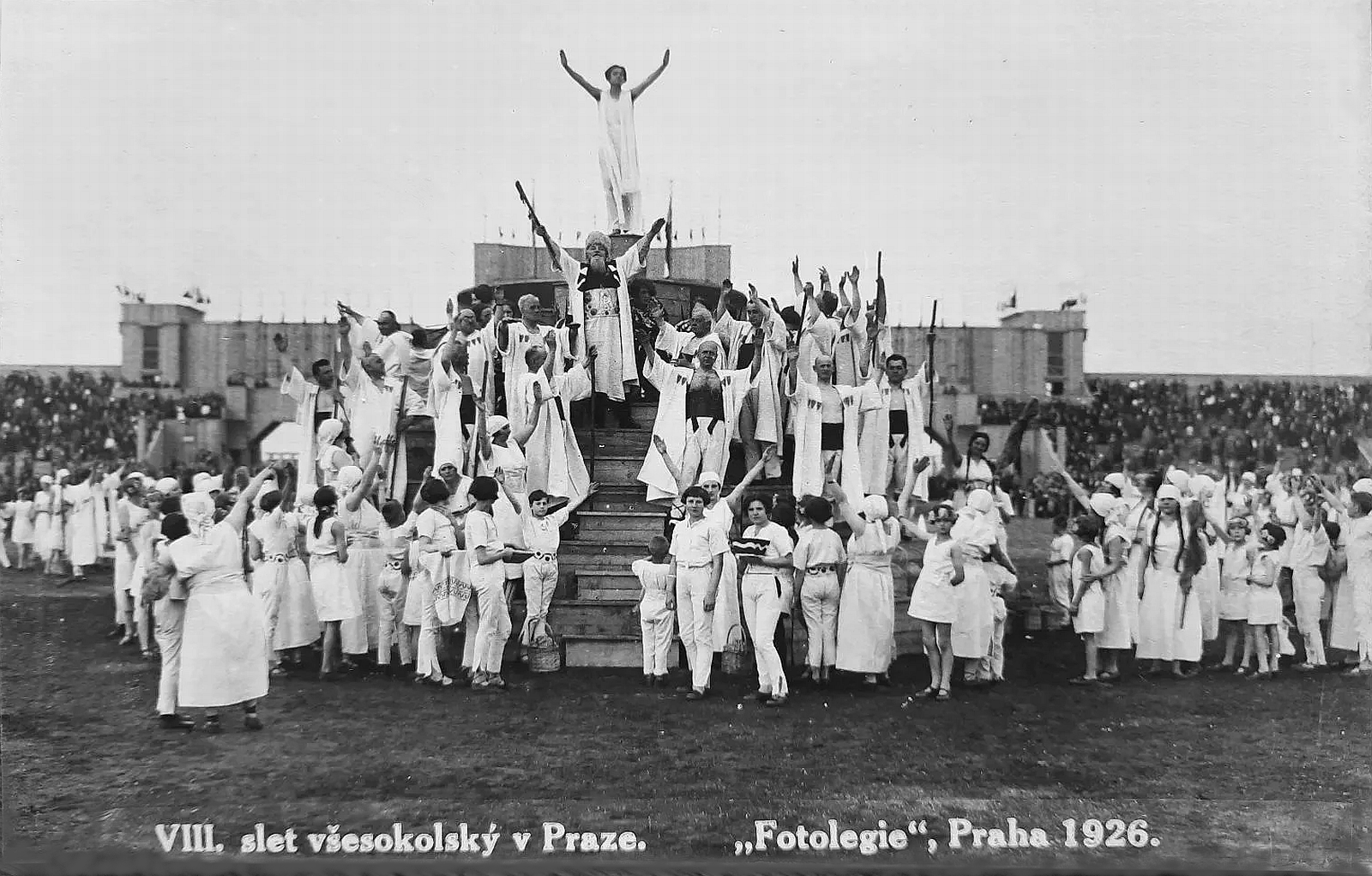
VIII. všesokolský slet v Praze v roce 1926 (na propagační pohlednici)

Na jaře roku 1928 bylo Augustinu Očenáškovi 57 let a z důvodů pokročilého věku spojeného s nedobrým zdravotní stavem přenechal vedení župy dosavadnímu župnímu místonáčelníku Svatopluku Svobodovi. Augustin Očenášek zemřel za protektorátu 24. září 1942 v Praze.

### Aktivity ve skautingu
Se sokolským dorostem ze Žižkova se zúčastňoval srazů pořádaných Obcí Psohlavců. Po první světové válce pomohl Miloši Seifertovi při tvorbě jeho příručky pro Psohlavce "Přírodou a životem k čistému lidství".

Jeho spolupracovníci a inspirační zdroje
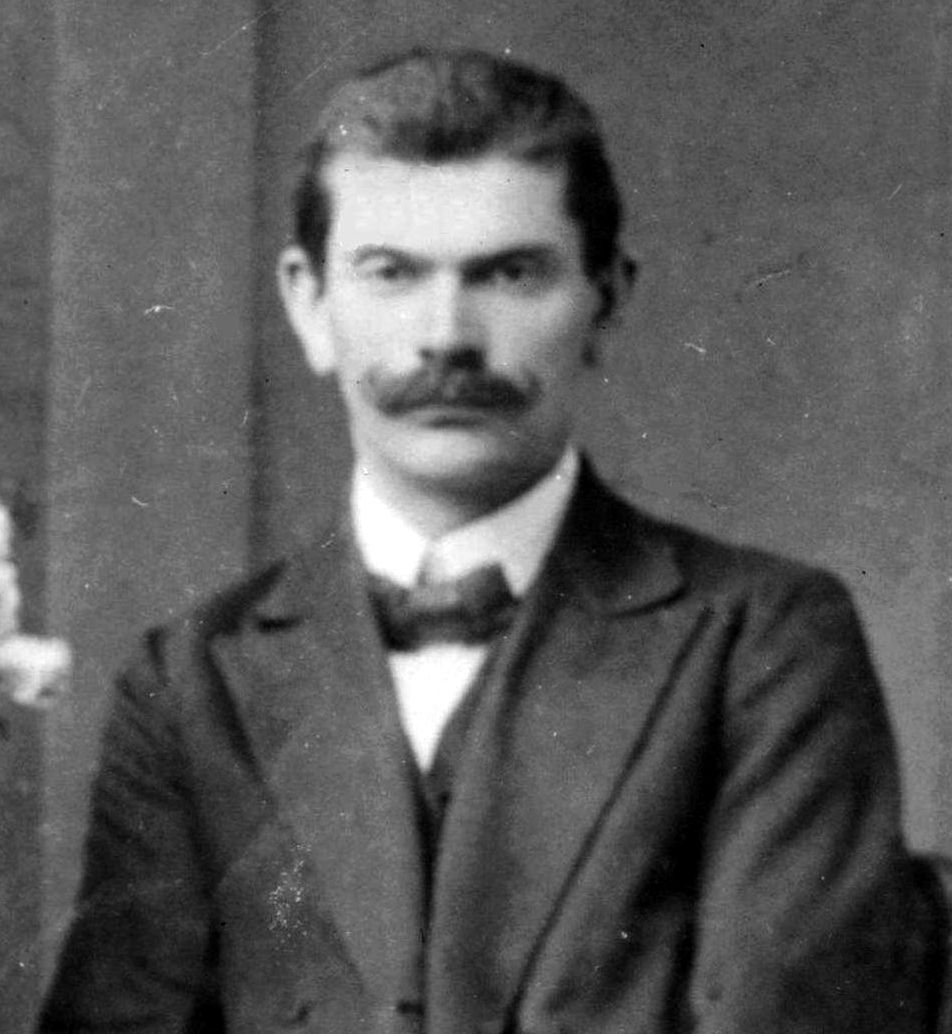
Miloš František Seifert
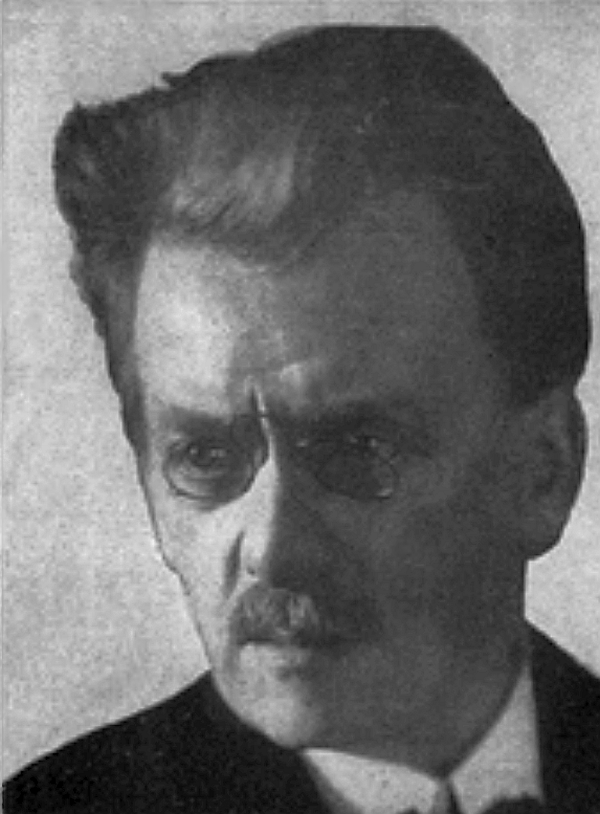
Karel Pospíšil
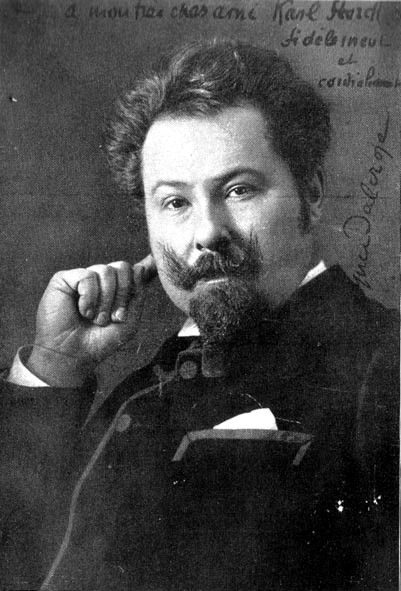
Émile Jaques-Dalcroze
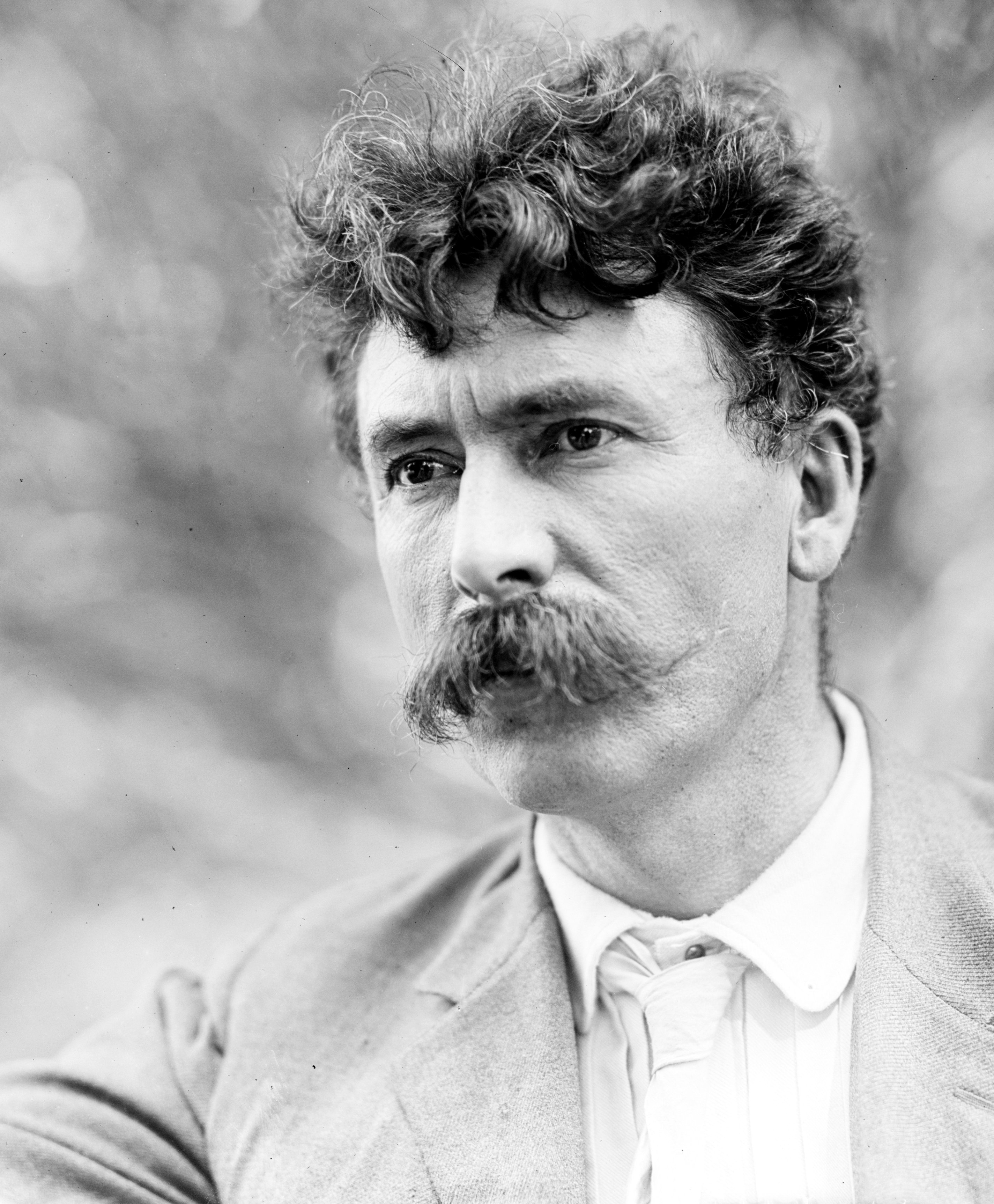
Ernest Thompson Seton

## Publikační činnost (výběr, chronologicky)
- OČENÁŠEK, Augustin. Zápas: sbírka cvičení pro cvičitele jednot sokolských ... V Praze: Pražská tělocvičná jednota Sokol, 1899. 125 stran; Knihovna cvičitelů sokolských; svazek 10.
- OČENÁŠEK, Augustin. Cvičitelská škola České obce sokolské 1911. Praha: Springer, 1911. 66 stran.
- OČENÁŠEK, Augustin. Stručný přehled dějin tělocviku. V Praze: Nákladem čes. lidového knihkupectví Josefa Springera, 1911; 66 stran.
- OČENÁŠEK, Augustin. Zápas: sbírka cvičení pro cvičitele jednot sokolských a pro učitele tělocviku vyšších tříd škol středních. 2. opravené vydání V Praze: Pražská tělocvičná jednota Sokol, 1911; 128 stran; Knihovna cvičitelů sokolských; svazek 10.
- SEIFERT, Miloš a OČENÁŠEK Augustin. Přírodou a životem k čistému lidství: příručka českých junáků. V Praze: Dědictví Komenského, 1920. 575 + 1 stran; Spisy Dědictví Komenského; 215. Příležitostné vzdělávací spisy Dědictví Komenského. (s použitím knihy The book of woodcraft od Ernesta Thompsona Setona i jiných pramenů)[13]
- OČENÁŠEK, Augustin. Hébertova "přirozená" methoda. 2. vydání Praha: Matice Sokola pražského, 1920; 154 stran.
- OČENÁŠEK, Augustin. Zápas: sbírka cvičení pro cvičitele jednot sokolských a pro učitele tělocviku vyšších tříd škol středních. 3. opravené vydání V Praze: Matice Sokola pražského, 1920; 128 stran. Knihovna cvičitelů sokolských; svazek 10.
- OČENÁŠEK, Augustin a PERGL, Václav. Trojka: nová rytmická hra na koníčky; Prostná dorostenců: průprava k prostému tělocviku; Prostná mužů. Praha: Josef Springer, 1925; 66 stran. Sbírka tělocvičných vystoupení; svazek 3.
- POSPÍŠIL, Karel a OČENÁŠEK, Augustin. Základy rytmického tělocviku sokolského. Praha: nákladem Tělocvičné jednoty Sokol Žižkov, 1928. 2 svazky (447 stran, 6 nečíslovaných listů obrazových příloh; 131 stran).[7]